# 尤庫莫
尤庫莫（西班牙語：Yucumo）是玻利維亞的城鎮，位於該國中北部，由貝尼省負責管轄，距離首府特立尼達281公里，海拔高度261米，每年平均降雨量約2,000毫米，2010年人口3,893。
15°08′44″S 67°02′03″W / 15.1456°S 67.0342°W